# Hangony
Hangony község Borsod-Abaúj-Zemplén vármegye Ózdi járásában.

## Fekvése
Ózdtól 9, Miskolctól 55 kilométerre nyugatra fekszik, a Hangony-patak völgyében. A környező települések közül Kissikátor 2, Domaháza 9 kilométerre található, a legközelebbi város Ózd.

### Megközelítése
Csak közúton érhető el, a 2306-os úton. Határszélét délnyugaton érinti még a Kissikátorba vezető 23 115-ös számú mellékút is.

## Története
Neve Anonymus Gesta Hungaroroumában jelenik meg először, ekkor még a völgyön végigfutó Hangony-patak neveként (fluvium Hongun). A honfoglalás során a vidéket a Berény nemzetség szállta meg. Az 1214-ből származó első oklevél gyűlölködésekről, a vagyonért folyó harcokról számol be, melyek azután a további évszázadok történéseit is meghatározták. Magát a települést először 1327-ben említik, Hangun és Hangonfew (Hangonyfő) alakban; nevét a rajta átfolyó patakról kapta. A késői középkortól Alsó- és Felső-Hangony nevű település létezett egymás mellett. A 15. században a közeli Domaháza községhez tartozott. A török hódoltság alatt a falu elnéptelenedik, majd 1686 után újra benépesül. Mindkét Hangony Gömör–Kishont vármegyéhez tartozott. A mai Hangony község 1939-ben jött létre a két településrész egyesüléséből.

## Közélete

### Polgármesterei
- 1990–1994: Hangonyi László (FKgP-KDNP)[3]
- 1994–1998: Hangonyi László (KDNP)[4]
- 1998–2002: Hangonyi László (KDNP-Fidesz)[5]
- 2002–2006: Hangonyi László (független)[6]
- 2006–2010: Hangonyi László (független)[7]
- 2010–2014: Hangonyi László (Fidesz-KDNP)[8]
- 2014–2019: Kovács Béla Szilárd (független)[9]
- 2019–2024: Kovács Szilárd (független)[10]
- 2024– : Kovács Szilárd (Fidesz-KDNP)[1]

## Népesség
A település népességének változása:
| Lakosok száma | 1639 | 1634 | 1602 | 1513 | 1391 | 1424 | 1385 |
|               | 2013 | 2014 | 2015 | 2021 | 2022 | 2023 | 2024 |

A 2001-es népszámláláskor a település lakosságának 87%-a magyar, 13%-a cigány nemzetiségűnek vallotta magát.
A 2011-es népszámlálás során a lakosok 89,7%-a magyarnak, 7,6% cigánynak, 0,4% németnek mondta magát (10,2% nem válaszolt; a kettős identitások miatt a végösszeg nagyobb 100%-nál). Vallási megoszlás: római katolikus 78,9%, református 2,4%, görögkatolikus 0,2%, felekezeten kívüli 5,4% (12,8% nem válaszolt).
2022-ben a lakosság 90,7%-a vallotta magát magyarnak, 2,6% cigánynak, 0,5% németnek, 0,1% horvátnak, 1,2% egyéb, nem hazai nemzetiségűnek (9,3% nem nyilatkozott; a kettős identitások miatt a végösszeg nagyobb lehet 100%-nál). Vallásuk szerint 52,1% volt római katolikus, 2,4% református, 0,9% görög katolikus, 1% egyéb keresztény, 5,2% felekezeten kívüli (37,2% nem válaszolt).

## Nevezetességek
- Birinyi- és Pogányvár
- Római katolikus templom, védőszentje: Szent Anna
- Hangonyi pálos kolostor (a 16. században elpusztult, ma egy emlékmű található a helyén)
- Dobra-tetői kilátó
- Barátfői kilátó
- Hangonyi-tó

### Képek

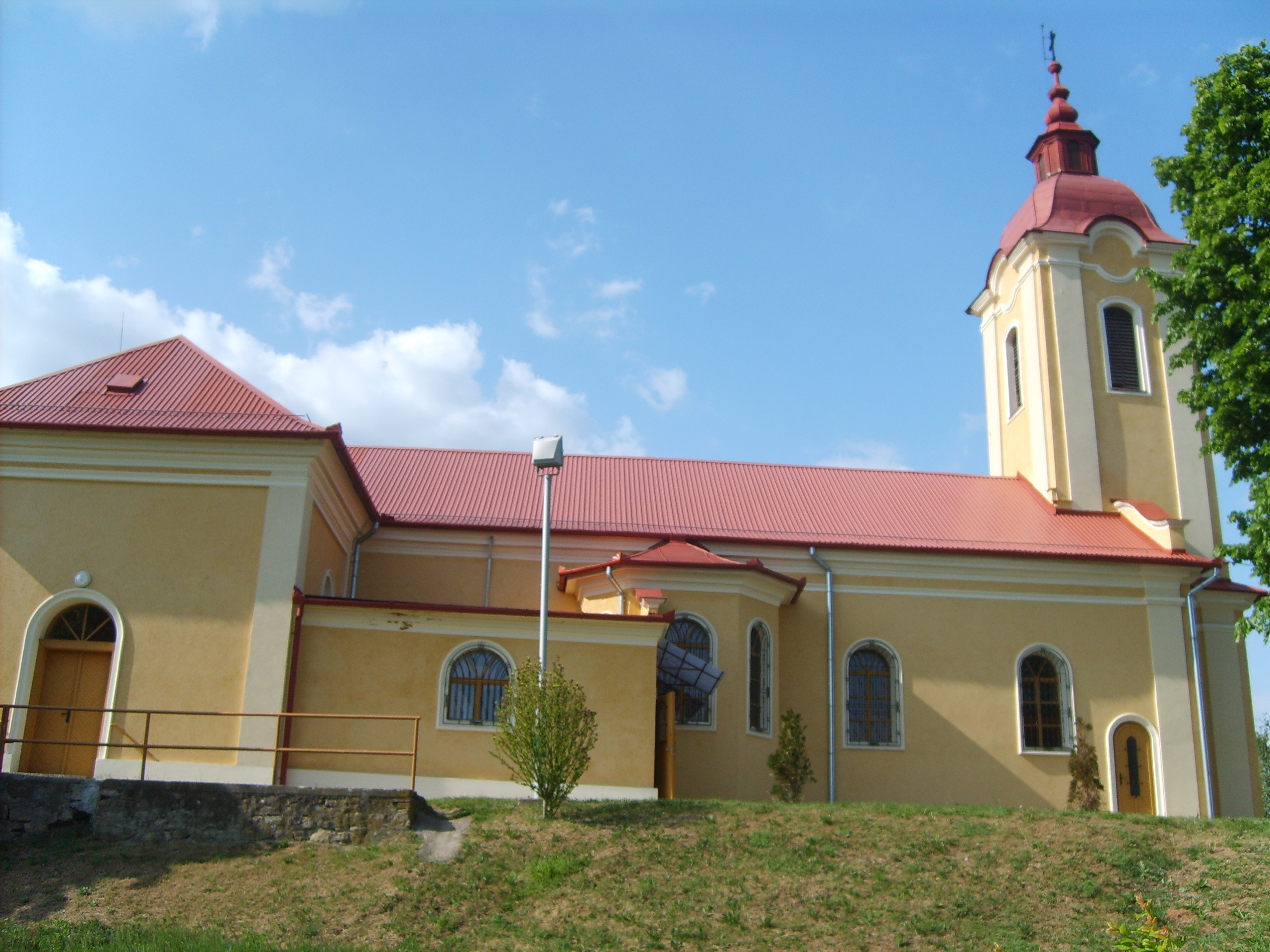
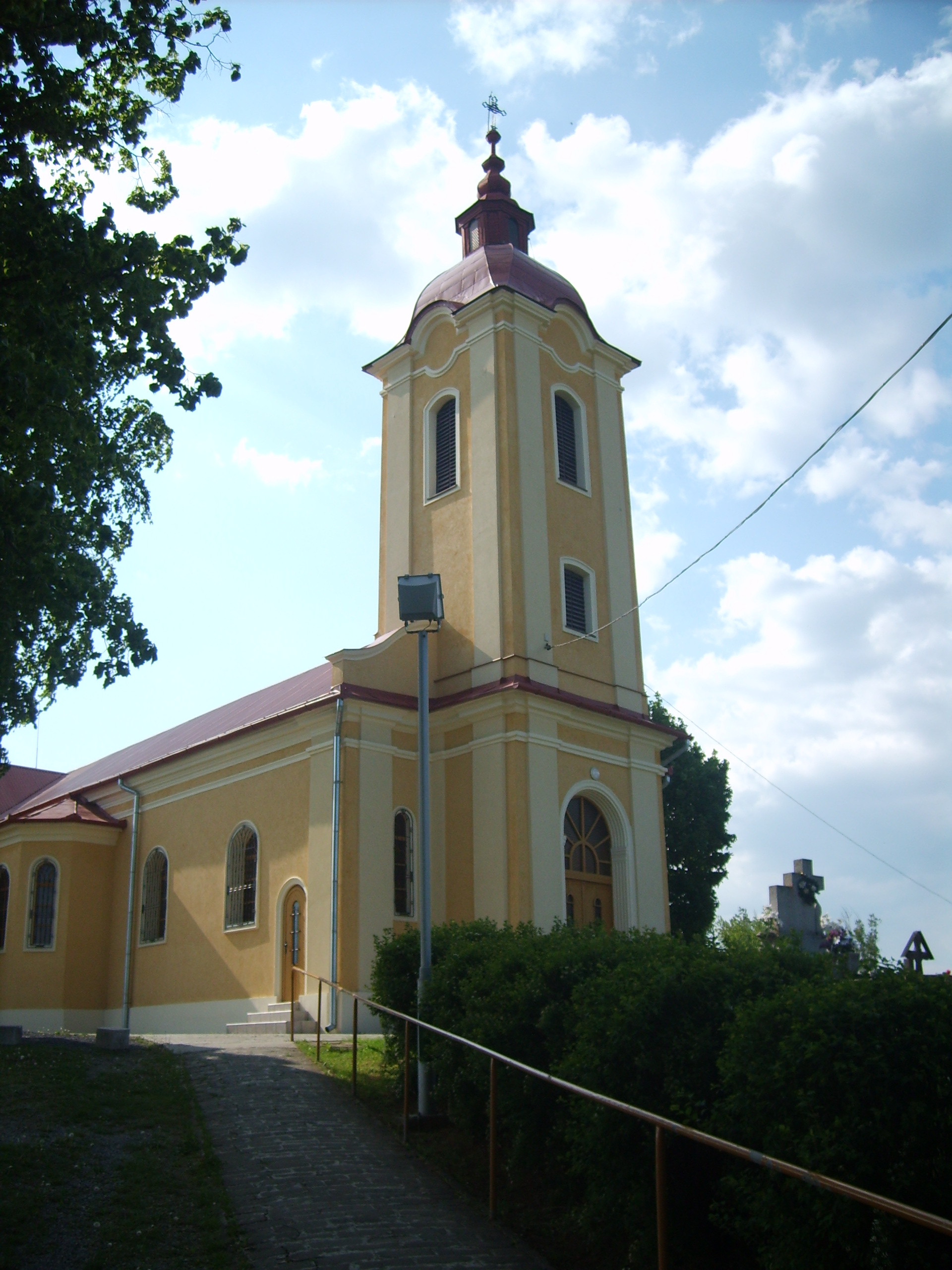
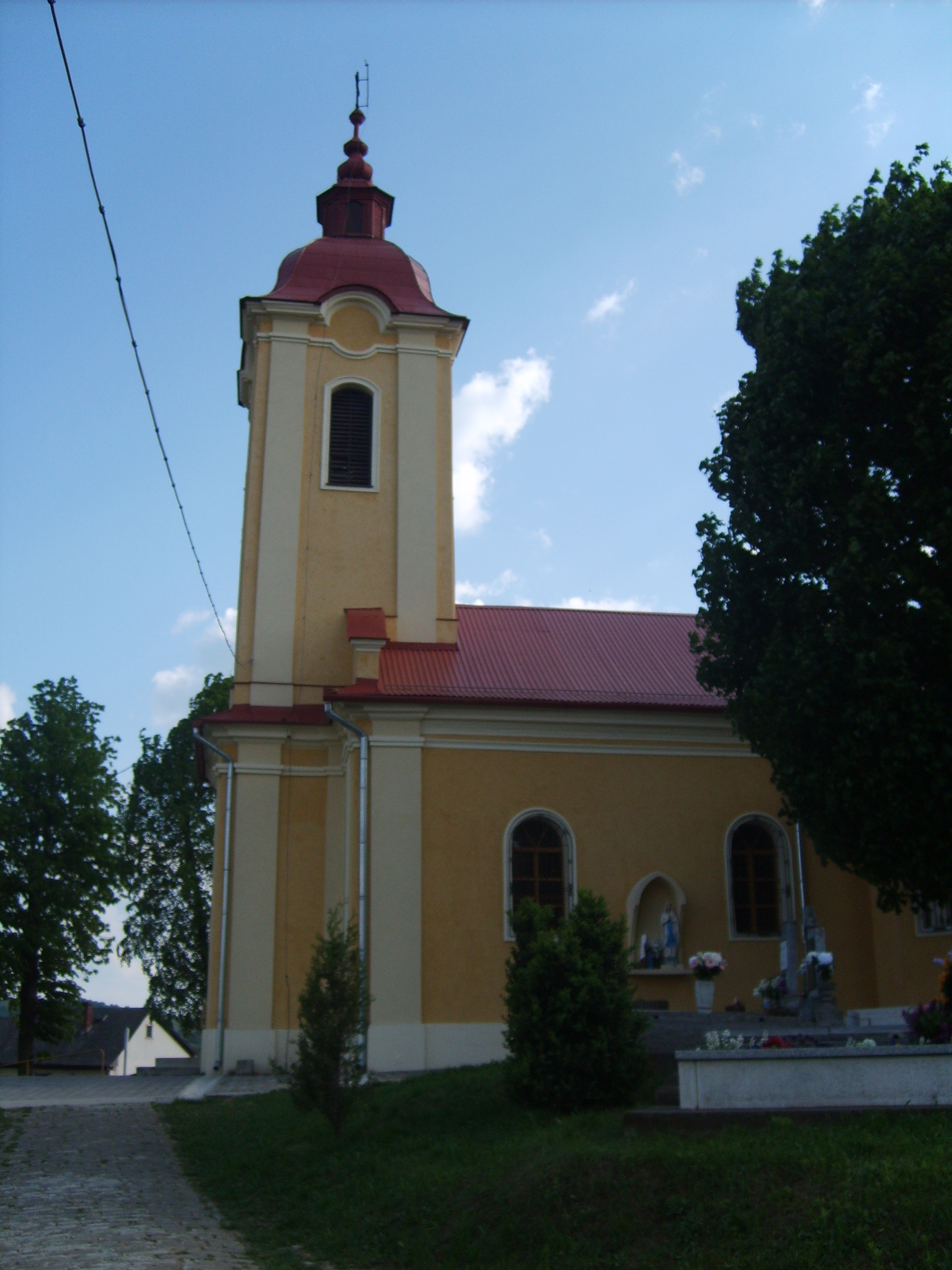

## Híres szülötte
- Holló Barnabás (Alsóhangony, 1865 – Budapest, 1917) szobrászművész